# الصحيح من سيرة النبي الأعظم
الصحيح من سيرة النبي الأعظم كتاب حول حياة النبي (ص) من تأليف السيد جعفر مرتضى العاملي المحقق اللبناني.
يقع الكتاب في خمسة وثلاثين مجلداً، وقد استغرق تأليفه عشرين سنة. يتوزع الكتاب على عشرة أقسام سلط خلالها المؤلف الأضواء على جزئيات حياة الرسول (ص) وبطريقة تحليلية معتمدا على ما يقارب من الـ 1700 مصدر وبهذا يندرج الكتاب ضمن الكتب التي صنفت في السيرة النبوية.
حاز الكتاب على جائزة الكتاب الأول من الجمهورية الإسلامية الإيرانية عام 1992

## المؤلف
مؤلف الكتاب السيد جعفر مرتضى العاملي المؤرخ والباحث الإسلامي المعاصر من علماء لبنان ولد عام 1364 هـ ق إحدى قرى جبل عامل. ينتهي نسبه إلى زيد بن علي وقد ظهر في أوساط تلك الأسرة عدد من كبار علماء جبل عامل.
وقد خاض السيد جعفر مرتضى العاملي خلالها في جزئيات حياة النبي (ص) وبرؤية تحليلة شيعية معتمداً على مجموعة كبيرة من مصادر الفريقين بلغت 1683 كتابا ليعيد بذلك كتابة السيرة بطريقة تحليلة خاصة.

## خصائص الكتاب
بالإضافة إلى الأبحاث التاريخية التي تتعلق بسيرة الرسول الأكرم (ص) وتسليط الاضواء عليها قد اشتمل كتاب الصحيح من سيرة النبي الأعظم في الوقت نفسه على الكثير من الأبحاث الكلامية وتحليل ونقد للرواية التاريخية، واضعاً أمام القارئ مجموعة من الأصول والقواعد والمباني الحديثة، ومن مميزات الكتاب الأخرى، ما توفر عليه من ابتكارات عرضها المؤلف عند تحليله لكثير من الأحداث المصيرية.

## منهج التأليف
تمثل منهج السيد العاملي بالتحليل والشمولية فهو بعد أن يرصد الواقعة التي يريد دراستها يحاول تجميع أكبر عدد من الروايات والكلمات المتعلقة بتلك الواقعة، ثم يقوم بالمقارنة بين تلك النقول وتعريضها لمبضع التشريح والتحليل من جميع الزوايا.
وقد استوعب الكتاب جميع وقائع المرحلتين المكيّة والمدنية معتمداً في ذلك أسلوب الترتيب الزماني مما وفّر فرصة للمحقق لاستقراء جميع الوقائع والموضوعات حتى الجزئية منها. الميزة الأخرى التي تميز الكتاب أنّه لم يعد مجرد سرد واستقراء للوقائع كما يفعل الآخرون بل ضم بالإضافة إلى الاستيعاب عنصر التحليل والمقارنة والنظر إلى الأمور نظرة نقدية فاحصة.
ثم إن المؤلف وإن حاكم – أحيانا- الرواية التاريخة بمنهج التحليل الكلامي، إلا أن الكتاب غلب عليه طابع التحليل التاريخي والاسلوب التحقيقي النقدي.

## أهمية الكتاب
نال الكتاب «جائزة كتاب العام» والتي تقيمها الجمهورية الإسلامية كل سنة، وعندما صدر المجلد الحادي عشر من الكتاب سنة 1380هـ ش(2001م) عقدت لجنة التنسيق البحثي في الحوزة والجامعة ملتقى لتكريم المؤلف وتسليط الاضواء على الكتاب فكانت ثمرة ذلك الملتقى صدور مجموعة من المقالات تحت عنوان «منهج الصحيح من سيرة النبي (ص)».